# Cutter, Arizona
Cutter je naseljeno područje za statističke svrhe u američkoj saveznoj državi Arizona. Prema popisu stanovništva iz 2010. u njemu je živjelo 74 stanovnika.